# Laniellus albonotatus
La sibia moteada (Laniellus albonotatus) es una especie de ave paseriforme de la familia Leiothrichidae.

## Distribución geográfica
Es endémica de las selvas montanas del oeste de Java.

## Estado de conservación
Se encuentra amenazada por la pérdida de su hábitat natural.